# El Pedroso de la Armuña
El Pedroso de la Armuña es un municipio y localidad española de la provincia de Salamanca, en la comunidad autónoma de Castilla y León. Se integra dentro de la comarca de La Armuña. Pertenece al partido judicial de Peñaranda de Bracamonte.
Su término municipal está formado por las localidades de El Pedroso de la Armuña y La Ventosa, ocupa una superficie total de 20,26 km² y según los datos demográficos recogidos por el INE en 2017, cuenta con una población de 222 habitantes.

## Geografía

### Los Quiñones
Son unas tierras que ocupan la mayor parte del pueblo y propiedad del Ayuntamiento, que las arrienda a algunas personas censadas en el pueblo. Este sistema ha contribuido mucho a algunos habitantes del pueblo. En la actualidad su reparto es inequitativo a pesar de ser gestionado por el consistorio local.

## Historia

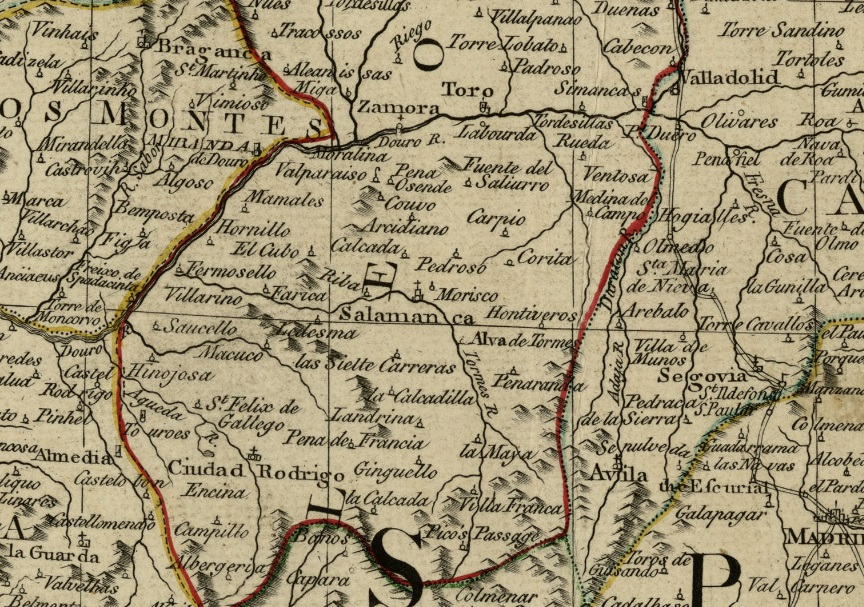
Detalle del mapa A new map of the kingdoms of Spain and Portugal with their principal divisions, publicado en 1794 por Laurie y Whittle, en el que puede observarse Pedroso

Se cree que los primeros pobladores de esta zona fueron los vacceos o los vetones, el origen de los primeros asentamientos se remonta al siglo IV, los romanos que construyeron una calzada romana que comunicaba el sur con el norte de la península y en ella colocaban ciertos parajes de descanso cada cierta distancia durante el largo trayecto, una de estas villas constituyó lo que poco a poco se convertiría en el pueblo.
Fundado por los reyes de León en la Edad Media, El Pedroso quedó encuadrado en el cuarto de Armuña de la jurisdicción de Salamanca, dentro del Reino de León, denominándose entonces simplemente Pedroso. El Pedroso se creó a partir de alguna fuente y se desarrolló debido al Cordel de Merinas. Se sabe que Gonzalo de Ovalle era el dueño de los quiñones que en 1532, los cedió a los habitantes del pueblo. Con la creación de las actuales provincias en 1833, quedó enmarcado en la provincia de Salamanca, dentro de la Región Leonesa. El 2 de julio de 1916, la localidad cambió su denominación oficial de El Pedroso por la de El Pedroso de la Armuña para diferenciarlo de otra localidad de mismo nombre en Andalucía.
La historia de la iglesia de San Pedro se remonta a 1487, cuando la corona ordenó el derrumbamiento de la torre de Suero de Solís debido la falta de acuerdo entre los habitantes y el noble. Más tarde el terreno ocupado por la torre y la propia piedra fue aprovechada para la construcción de la iglesia a comienzos del siglo XVI.
Uno de los principales acontecimientos históricos del pueblo fue la construcción de la línea ferroviaria finales del siglo XIX que unió Medina del Campo con Salamanca, comenzando a prestar servicio la estación de ferrocarril del municipio en 1877.

## Geografía humana

### Demografía
Cuenta con una población de 215 habitantes (INE 2024).

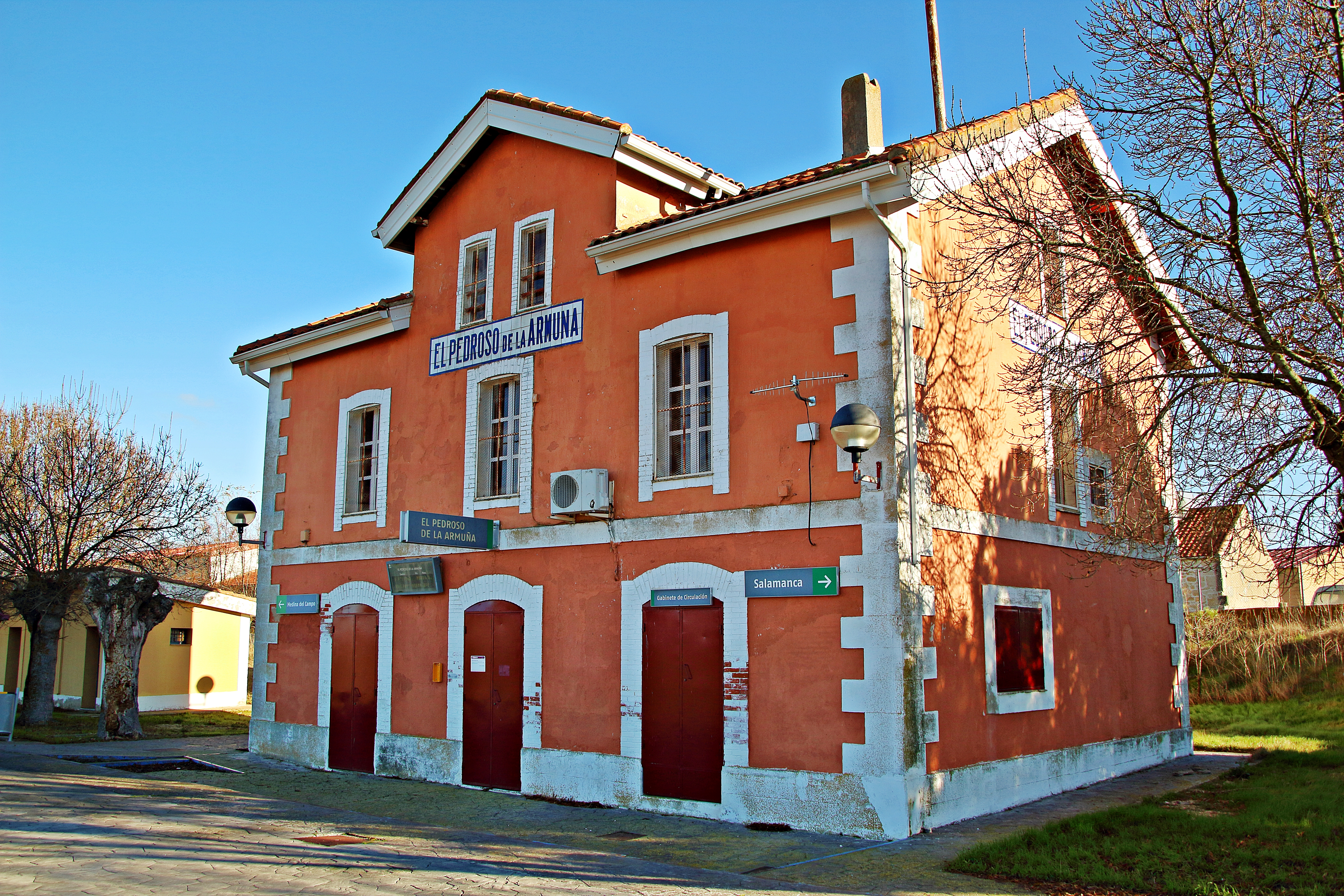
Estación de tren

| Gráfica de evolución demográfica de El Pedroso de la Armuña entre 1842 y 2021 |
| |
| Población de derecho según los censos de población del INE Población de hecho según los censos de población del INEEn estos censos se denominaba Pedroso: 1842 y 1857 En estos censos se denominaba El Pedroso: 1860, 1877, 1887, 1897, 1900 y 1910 |

### Núcleos de población
El municipio se divide en dos núcleos de población, que poseían la siguiente población en 2019 según el INE.
| Núcleo de población     | Población |
| ----------------------- | --------- |
| El Pedroso de la Armuña | 213       |
| La Ventosa              | 1         |

## Administración y política

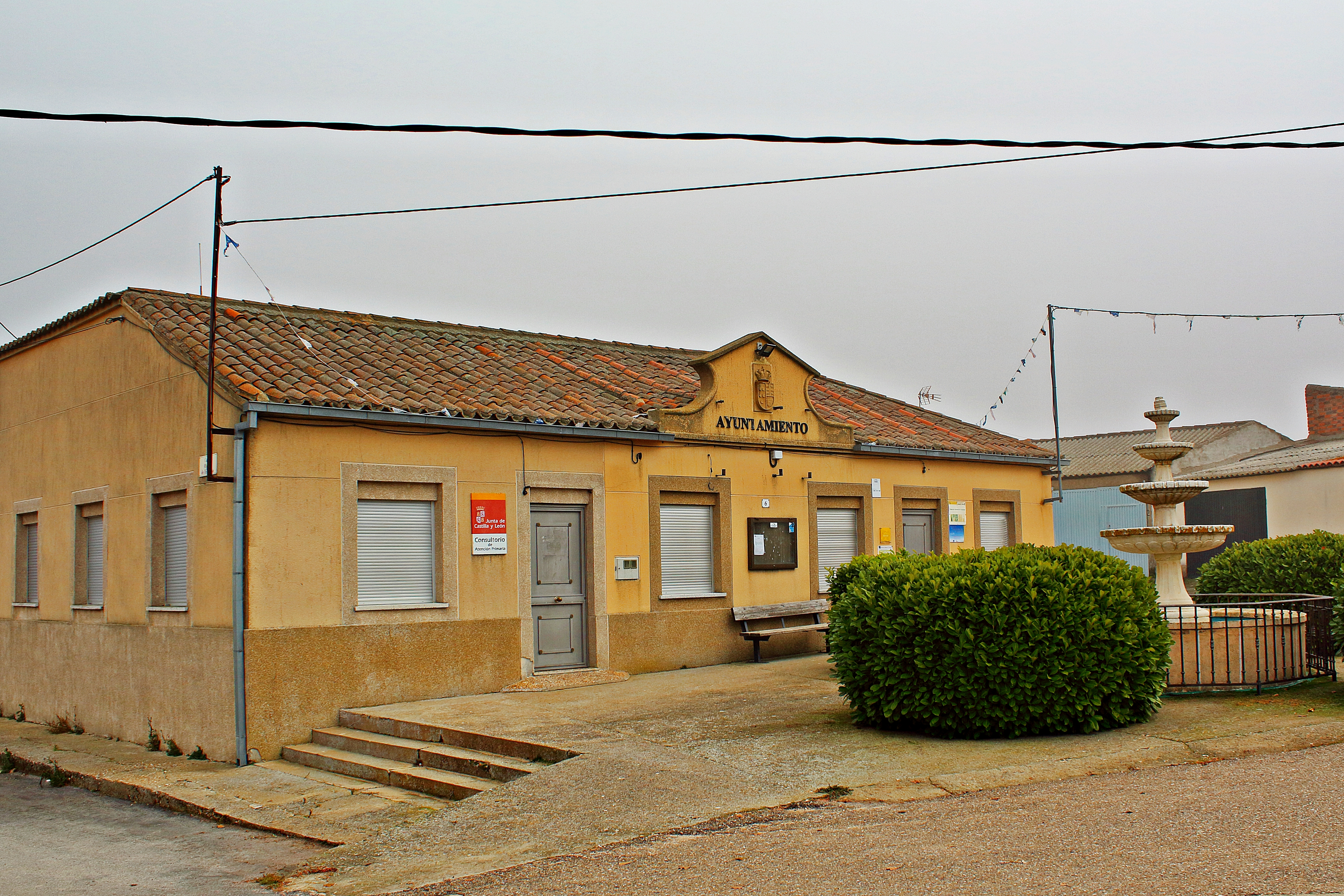
Casa consistorial

| Partido político                         | 2019  | 2019  | 2019       | 2015  | 2015  | 2015       | 2011  | 2011  | 2011       | 2007  | 2007  | 2007       | 2003  | 2003  | 2003       |
| Partido político                         | %     | Votos | Concejales | %     | Votos | Concejales | %     | Votos | Concejales | %     | Votos | Concejales | %     | Votos | Concejales |
| Partido Socialista Obrero Español (PSOE) | 54,75 | 98    | 4          | 49,50 | 100   | 4          | 50,72 | 105   | 4          | 51,44 | 125   | 4          | 52,56 | 123   | 4          |
| Partido Popular (PP)                     | 36,87 | 66    | 1          | 44,55 | 90    | 1          | 47,83 | 99    | 3          | 46,91 | 114   | 3          | 44,87 | 105   | 3          |

## Cultura
El Pedroso de la Armuña dispone de un frontón cubierto (el “Frontón Nuevo”), unas piscinas municipales que llevan abiertas desde 1992 y dos bares: El Centro y el bar Alexander (o bar del juego pelota).
Las fiestas de El Pedroso empiezan el 26 de agosto. Todos los años las diferentes peñas del pueblo se reúnen en el ayuntamiento sobre las 9 de la noche. Siempre con la peña “Los Carrozas” a la cabeza, comienza un desfile de peñas que llega hasta la plaza de “El Centro” donde el alcalde suele dar el pregón que da comienzo a las fiestas.
La charanga “El Meneito” lleva muchos años amenizando las fiestas. Además, el primer día de la fiesta a las 9 de la mañana, organizan una charanga donde el objetivo es despertar a los jóvenes que no aguantaron hasta esa hora de fiesta.
Se celebran gran cantidad de campeonatos durante las fiestas: campeonatos de parchís, frontenis, fútbol 3, dibujo, carrera de bicis, mus, gymkana, lanzamiento de chochos de aceituna, carrera de cintas, rana, calva y concurso de triples y de mates.
Como dato curioso, la peña "Los Toretes" organizó durante las fiestas del 2015 el primer concurso de selfies del pueblo. El concurso tuvo mucho éxito y la noticia apareció en diversos diarios de la provincia salmantina.
Por otro lado, el tercer día de las fiestas se organiza una paellada y un concurso de disfraces. El último día de la fiesta se celebra una entrega de premios antes de la última orquesta de las fiestas y, cuando ésta termina, queda la sandwichada en la peña “Triquinosis”. 
El último día de las fiestas se realiza el "entierro de la botella", evento que da conclusión a las fiestas del pueblo.